# トミ・ヨーツセン
トミ・ヨーツセン（よりフィンランド語に近い表記ではトミ・ヨウツェン、Tomi Joutsen、1975年4月30日 - ）は、フィンランド出身のロック・ミュージシャン、ボーカリスト。近年は、ヘヴィメタル・バンド「アモルフィス」と、ゴシックメタル・バンド「Sinisthra」のフロントマンを務める。

## 略歴・人物

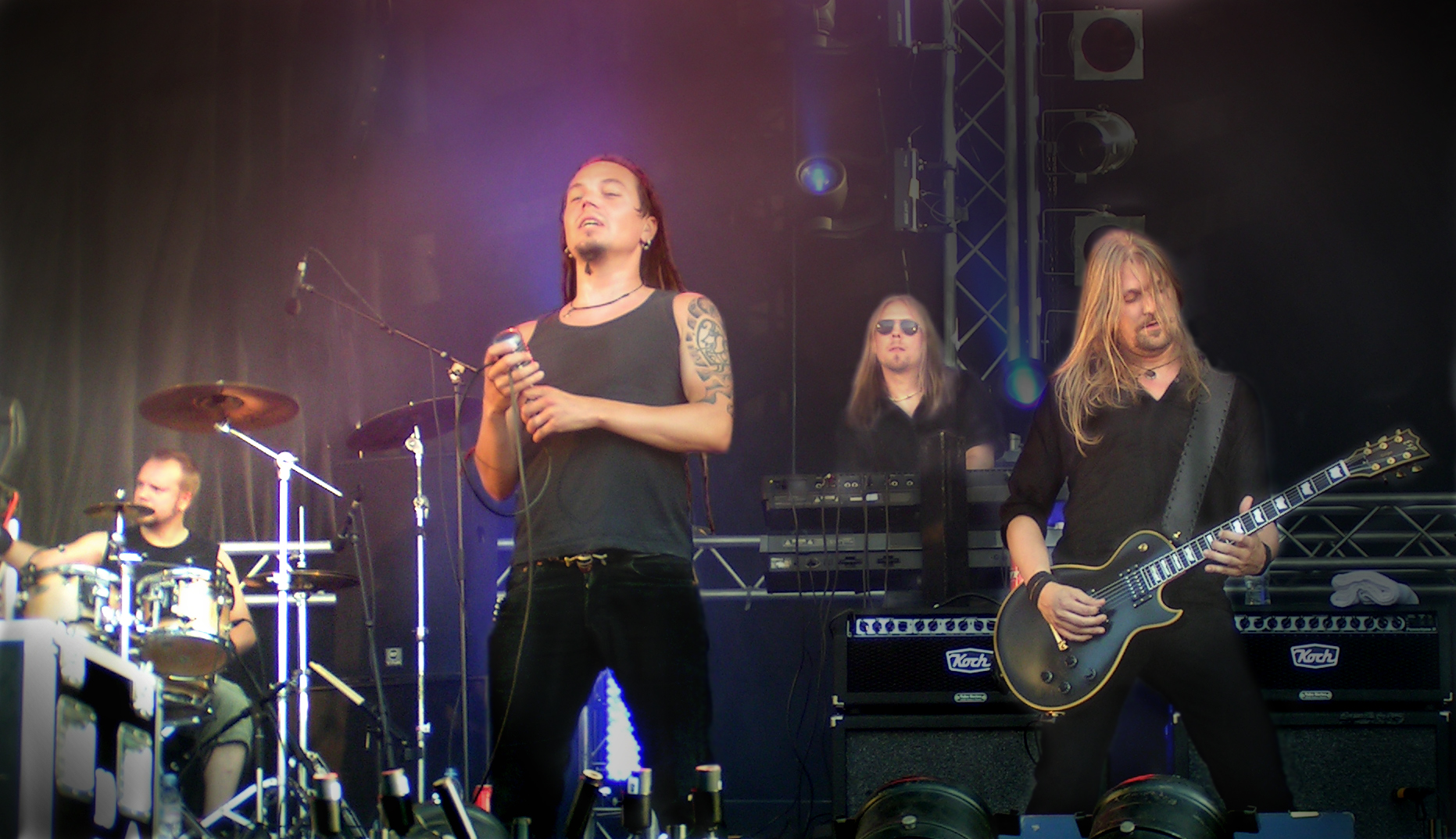
アモルフィス加入時期 (2006年)

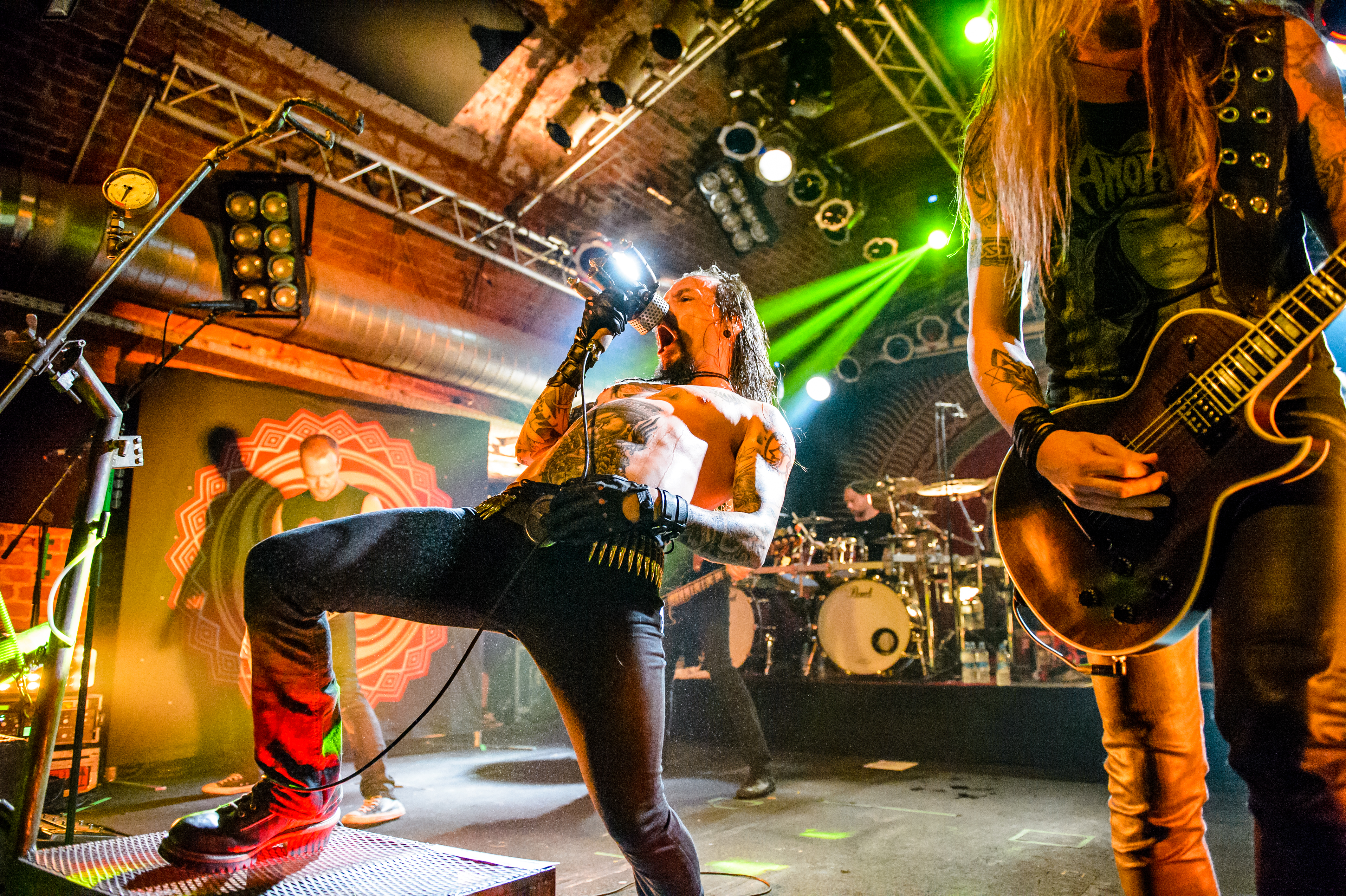
アモルフィス - ドイツ公演 (2016年)

フィンランドの首都ヘルシンキの西に位置する街、ロホヤの出身。1996年に地元で「Käsi」というメロディックデスメタル・バンドに加入。ボーカリストとして、セルフタイトルのデモテープに参加した。またデスメタルバンド、The Candles Burning Blueにドラマーとして加入したが、その後脱退している。
2000年に、マルック・マキネンと共に「Nevergreen」というゴシックメタル・バンドを結成（Nevergreenは、2005年に「Sinisthra」にバンド名を変更している。）。以降、同バンドのボーカリストとして活動している。
2005年にパシ・コスキネンの後任として、ヘヴィメタル・バンド「アモルフィス」に加入。アモルフィスでは、ハッシュボーカルとクリーンボーカルの両方を使っている。これは、前任者のパシ・コスキネンの伝統的なヘヴィメタルやパンク・ロックのスタイリッシュなハイピッチ・ボーカルとは対照的である。
トミ・ヨーツセンのボーカルスタイルはとても深く、他のゴシックメタルバンドのボーカリストであるパラダイス・ロストのニック・ホームズとタイプ・オー・ネガティヴのピーター・スティールに似ているとされる。
アモルフィスに加入した2005年には、デスメタルバンド「Corpse Molester Cult」を結成し、ギタリストとしても活動している。また、これらの他にもFeelingsやFuneral Jacketといったバンドでも活動している。

## ディスコグラフィ

### アモルフィス (Amorphis)
アルバム
- 2006年 エクリプス - Eclipse
- 2007年 サイレント・ウォーターズ - Silent Waters
- 2009年 スカイフォージャー - Skyforger
- 2011年 ザ・ビギニング・オブ・タイムズ - The Beginning of Times
- 2013年 サークル - Circle
- 2015年 アンダー・ザ・レッド・クラウド - Under the Red Cloud
- 2018年 クイーン・オブ・タイム - Queen of Time

コンピレーション・アルバム
- 2010年 マジック・アンド・メイヘム-テイルズ・フロム・ジ・アーリー・イヤーズ - Magic & Mayhem - Tales from the Early Years (Compilation)

シングル・スプリット
- 2006年 House of Sleep (Single)
- 2006年 The Smoke (Single)
- 2007年 Silent Waters (Single)
- 2009年 Silver Bride (Single)
- 2009年 From the Heaven of My Heart (Single)
- 2009年 Martyr of the Free Word / From the Heaven of My Heart (Split)
- 2011年 You I Need (Single)

DVD
- 2010年 Forging the Land of Thousand Lakes (DVD)

### Sinisthra
アルバム
- 2005年 Last of the Stories of Long Past Glories

EP
- 2008年 Sinisthra Promo 2008 (EP)

#### Nevergreen
デモ・EP
- 2002年 Slowly Getting There (Demo)
- 2002年 Softly Whispering Mountains To Gravel (EP)
- 2003年 Effortlessly Improving on Perfection (Demo)
- 2004年 Empty Banalities Adorned with Dashing Eloquence (EP)

### Corpse Molester Cult
デモ
- 2008年	Corpse Molester Cult (Demo)

### Käsi
デモ
- 1997年 Käsi (EP)